# أرفية الصنوبر
أُرْفِيَّة الصنَوْبَر أو صَنْدَل ( Bupalus piniaria )، هو عثة من عائلة الأرفية. نوع منتشر في جميع أنحاء غرب منطقة القطبية الشمالية القديمة، والشرق الأدنى وشمال إفريقيا. ومع ذلك، فإن وجودها في مناطق معينة – مثل شمال البلقان – أمر مشكوك فيه. 
هي فراشة صغير القد، حنطية اللون، عابقة الرواشن، التي تعلوها في وسطها بقع صفر. الأنثى أكبر حجماً من الذكر وأقتم لوناً. تضع بيوضها التي يراوح عددها بين 3 إلى 15، صفاً مستقيماً على نصل الوريقة الهدبية. بعد أن تنقف اليرقات، تعيش كامل حياتها اليرقية على أهداب الصنوبر فتقضمها وتؤذيها.

## معرض الصور

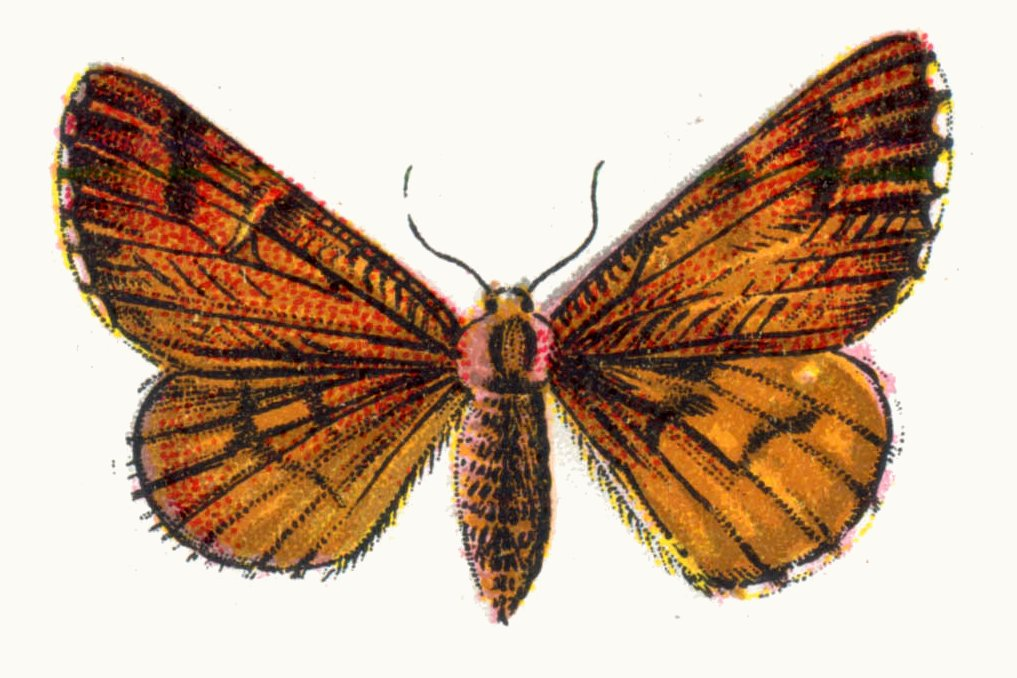
الأجنحة العليا للإناث البالغة
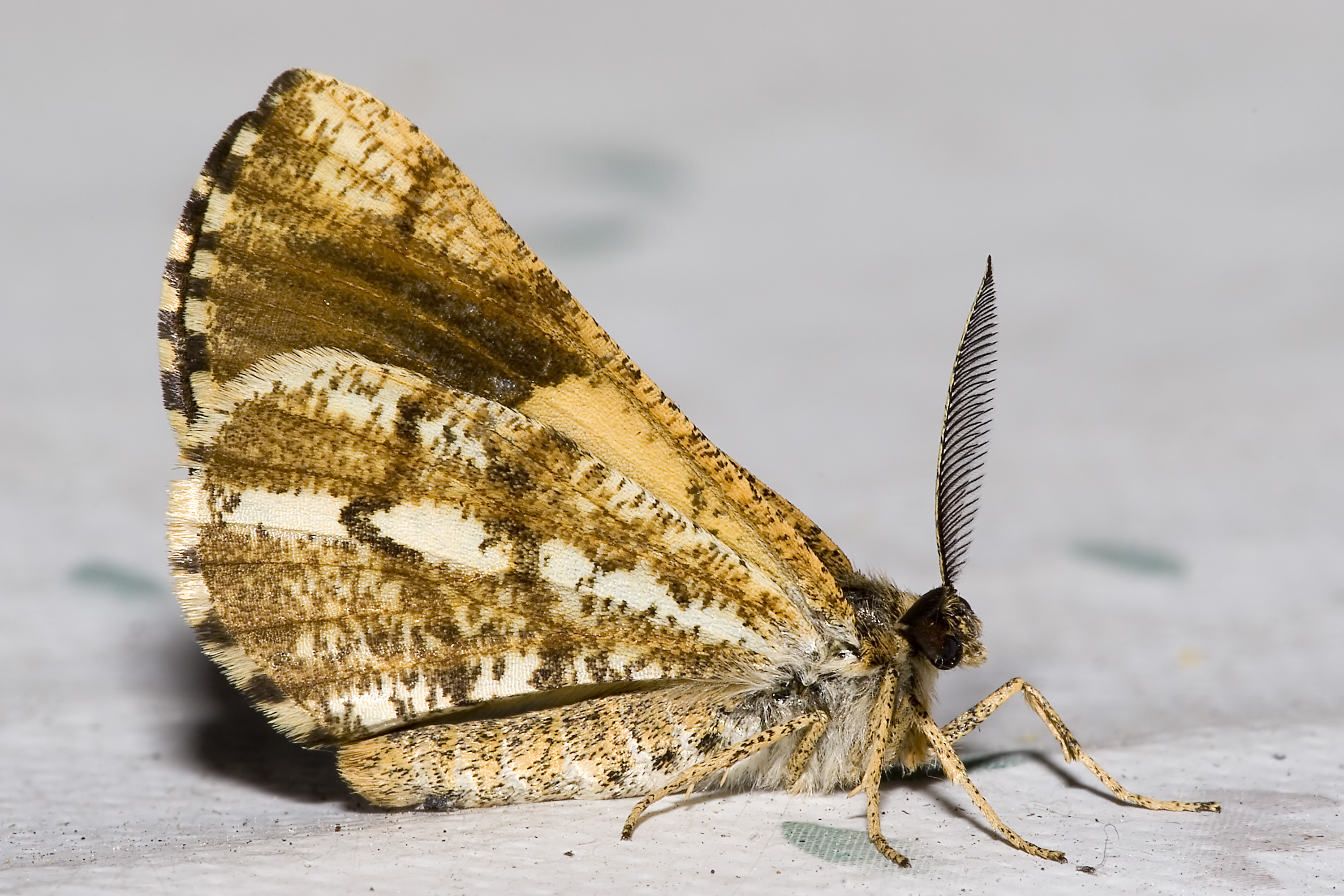
اجنحة ذكر بالغ من درسدن (المانيا)
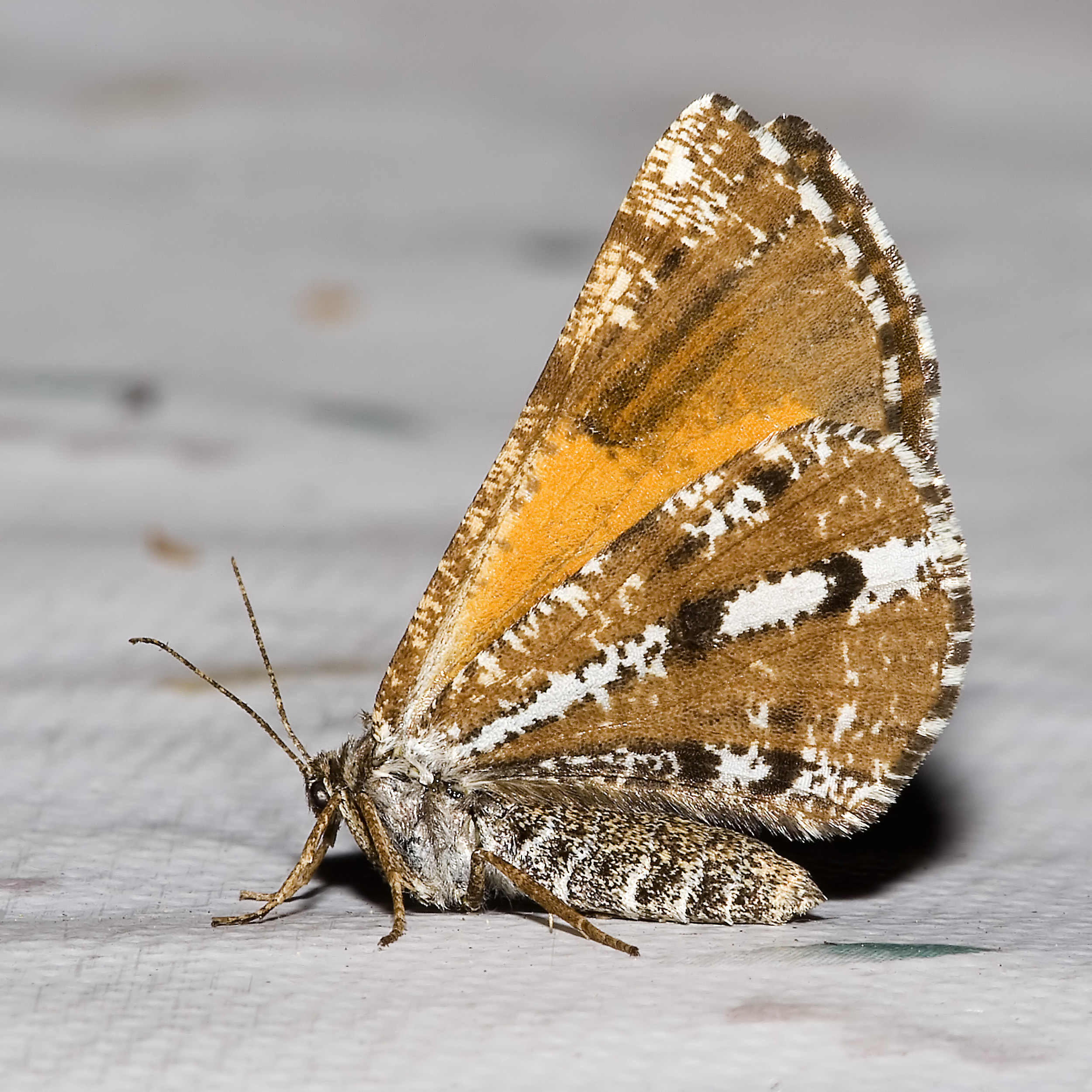
جناح تحتي لأنثى بالغة من درسدن
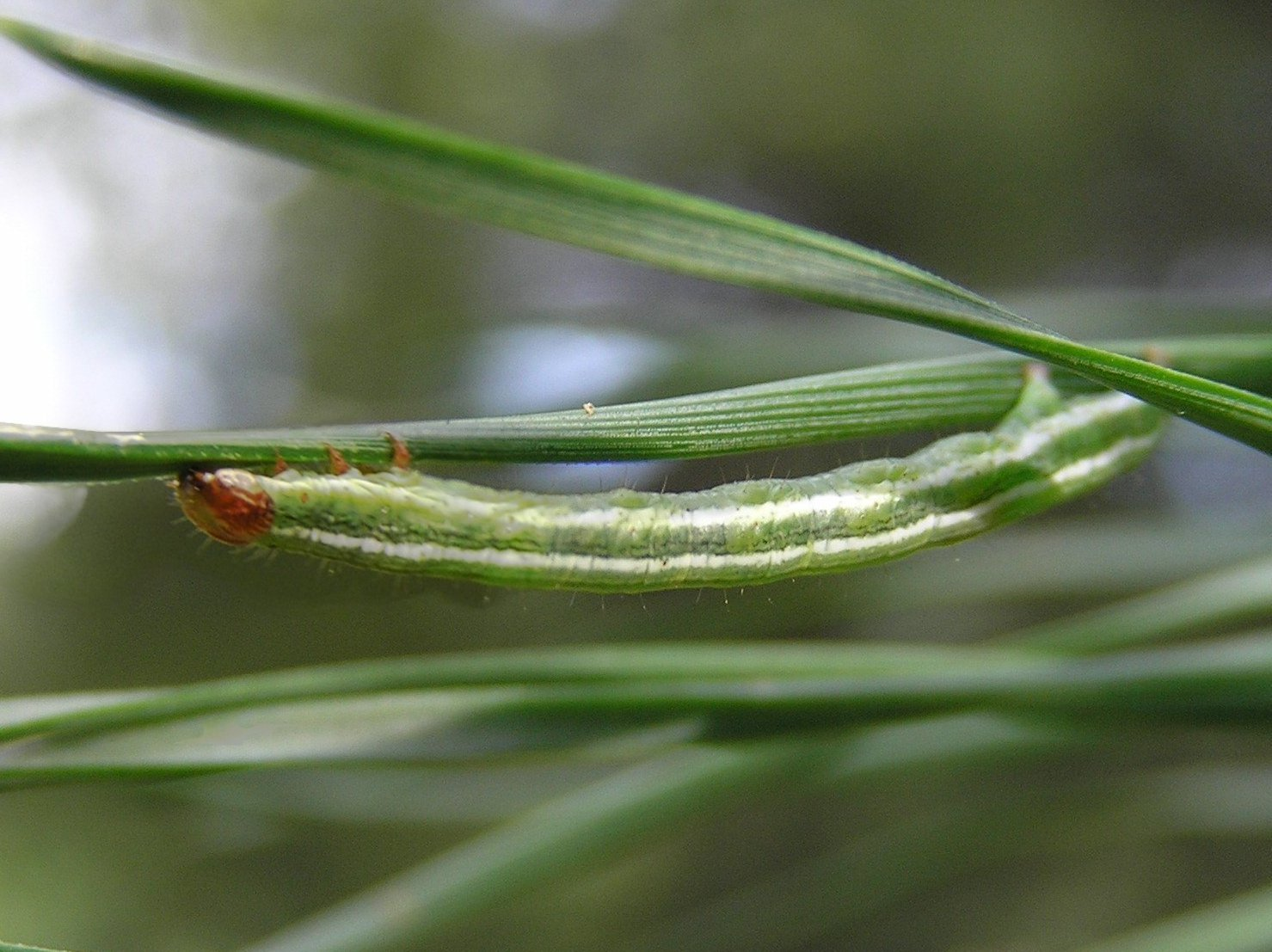
يرقة
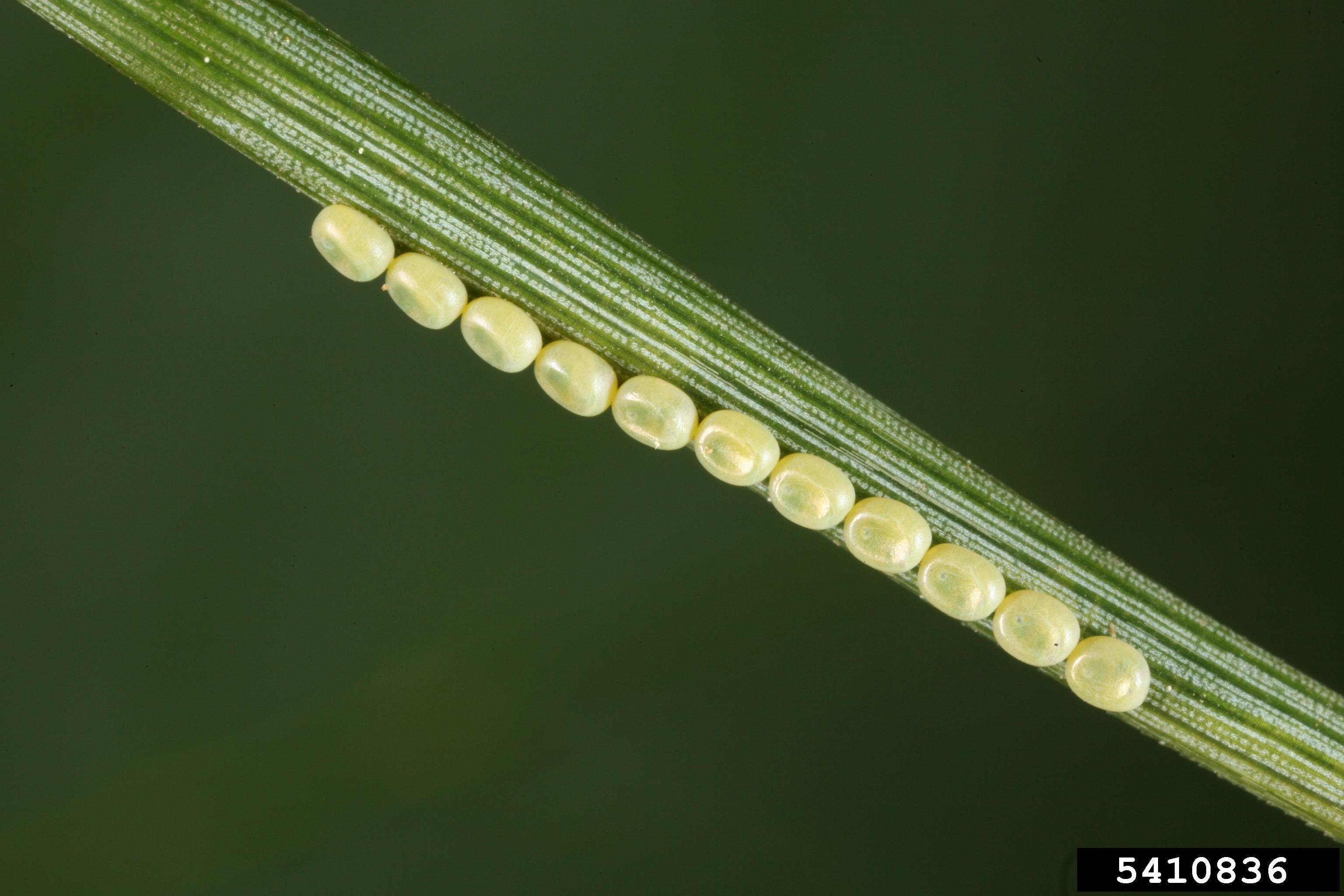
بيض